# Krjukivi Vagongyár
A Krjukivi Vagongyár, rövidítve KVBZ (ukránul: КВБЗ – Крюківський вагонобудівний завод, magyar átírásban: Krjukivszkij vahonobugyivnij zavod) vasúti járműgyártó vállalat Ukrajnában, a Poltavai területen fekvő Kremencsuk Krjukiv városrészében. A cég különféle rendeltetésű tehervagonokat, vasúti személykocsikat, dízel motorvonatokat, metrókocsikat, mozgólépcsőket és vasútijármű-részegységeket gyártja. A vállalat részvénytársasági formában működik.